# Genianthus bicoronatus
Genianthus bicoronatus är en oleanderväxtart som beskrevs av J. Klackenberg. Genianthus bicoronatus ingår i släktet Genianthus och familjen oleanderväxter. Inga underarter finns listade i Catalogue of Life.